# Liste der Botschafter der Vereinigten Staaten in Katar
Die Liste der Botschafter der Vereinigten Staaten in Katar bietet einen Überblick über die Leiter der US-amerikanischen diplomatischen Vertretung in Katar seit der Aufnahme diplomatischer Beziehungen. Die Botschafter residieren in Doha.

## Botschafter
| Name                       | Beginn | Ende | Bemerkungen       |
| -------------------------- | ------ | ---- | ----------------- |
| William Stoltzfus          | 1971   | 1974 |                   |
| Robert Peter Paganelli     | 1974   | 1977 |                   |
| Andrew Ivy Killgore        | 1977   | 1980 |                   |
| Charles E. Marthinsen      | 1980   | 1983 |                   |
| Charles Franklin Dunbar    | 1983   | 1985 |                   |
| Joseph Ghougassian         | 1985   | 1989 |                   |
| Mark Gregory Hambley       | 1989   | 1992 |                   |
| Kenton Keith               | 1992   | 1995 |                   |
| Patrick N. Theros          | 1995   | 1998 |                   |
| Elizabeth Davenport McKune | 1998   | 2001 |                   |
| Maureen E. Quinn           | 2001   | 2004 |                   |
| Chase Untermeyer           | 2004   | 2007 |                   |
| Joseph LeBaron             | 2008   | 2011 |                   |
| Susan L. Ziadeh            | 2011   | 2014 |                   |
| Dana Shell Smith           | 2014   | 2017 |                   |
| Greta C. Holtz             | 2020   | 2022 | Chargé d’Affaires |
| Timmy T. Davis             | 2022   |      |                   |